# Generalkaptenskapet Kuba
Generalkaptenskapet Kuba (spanska: Capitanía General de Cuba) var ett administrativt distrikt som skapades inom Vicekungadömet Nya Spanien 1607, som ett led i det habsburgska Spaniens försök att bättre försvara sig i Karibien mot andra stater.